# 毛宗福
毛宗福（1964年—），湖北麻城人，汉族，中华人民共和国政治人物、第十一届全国人民代表大会湖北地区代表。
毕业于武汉大学基础医学院病原生物专业。加入民革。担任武汉大学公共卫生学院院长。2008年起担任全国人大代表。2018年2月24日，当选为第十三届全国人大代表。